# 新岩
63°1′S 60°44′W / 63.017°S 60.733°W
新岩（New Rock），是南極洲的岩石，位於南設得蘭群島的欺骗岛西南岸，海拔高度105米，名稱可追溯至1929年左右，現時由南極條約體系管理。